# Paperino pompiere
Paperino pompiere (Fire Chief) è un film del 1940 diretto da Jack King. È un cortometraggio animato della serie Donald Duck, prodotto dalla Walt Disney Productions e uscito negli Stati Uniti il 13 dicembre 1940, distribuito dalla RKO Radio Pictures. È stato distribuito anche come Il capo pompiere e, a partire dagli anni novanta, Il capo dei pompieri.

## Trama
Paperino e i nipoti Qui, Quo e Qua sono il personale di una stazione dei pompieri. Qui, Quo e Qua, infastiditi dal russare di Paperino, suonano l'allarme antincendio; il papero, una volta scoperta la verità, decide di fare ai nipoti uno scherzo, che finisce per ritorcersi contro. In seguito, la stazione  prende fuoco. Dopo una serie di guai, Paperino prova a spegnere il fuoco con la pompa dell'acqua, ma non si accorge di averla collegata al serbatoio della benzina del camion. Così la stazione, il camion e il cappello di Paperino si disintegrano.

## Distribuzione

### Edizioni home video

#### VHS
- Come divertirsi con Paperino & C. (febbraio 1986)
- Come divertirsi con Paperino & c. (gennaio 1990)[2]
- Paperino guai in vista (marzo 1994)
- Paperino un adorabile pasticcione (febbraio 2002)

#### DVD
Il cortometraggio è incluso nel DVD Walt Disney Treasures: Semplicemente Paperino - Vol. 1.